# Polizeipräsidium Freiburg

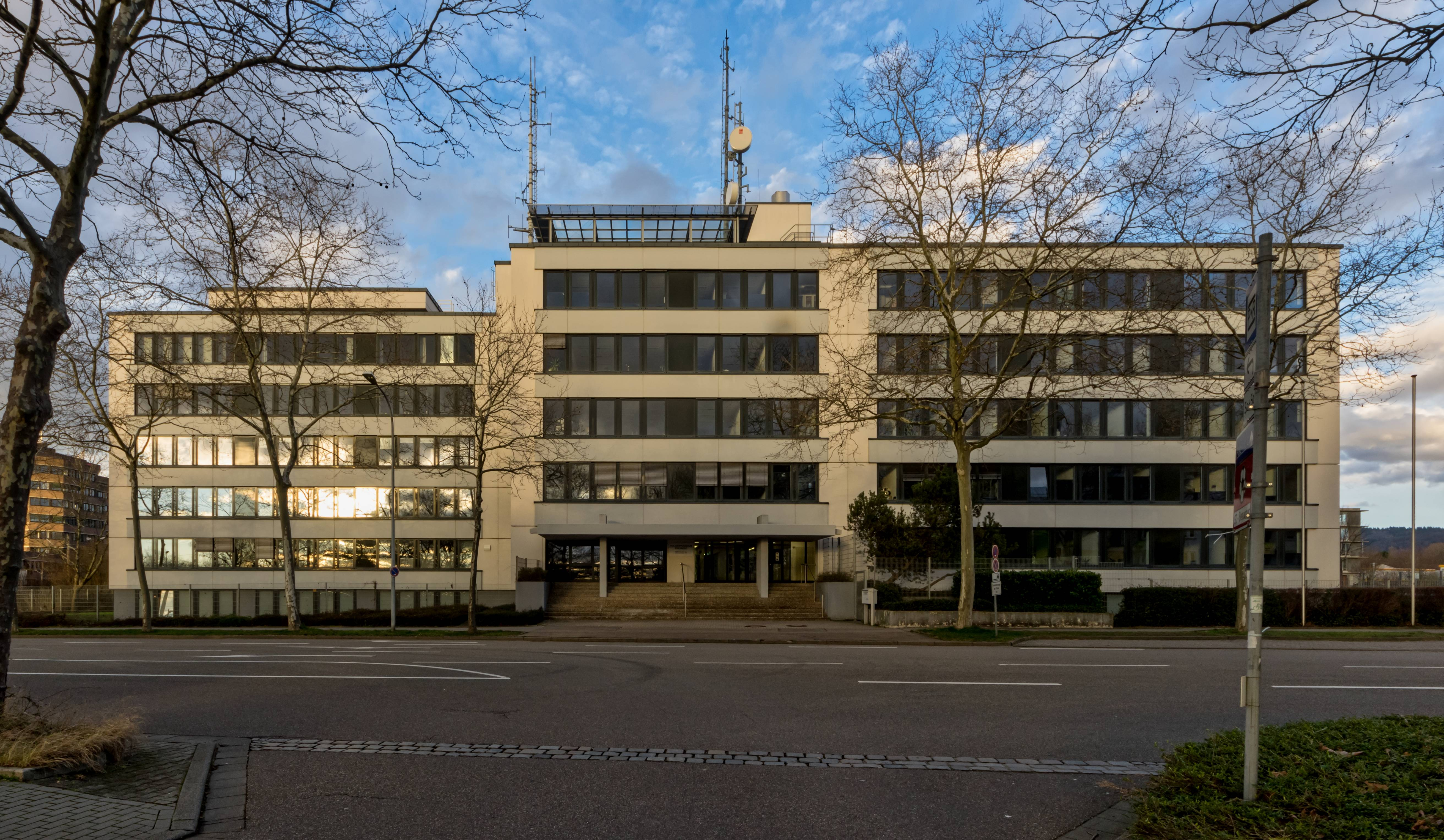
Das Polizeipräsidium in Freiburg

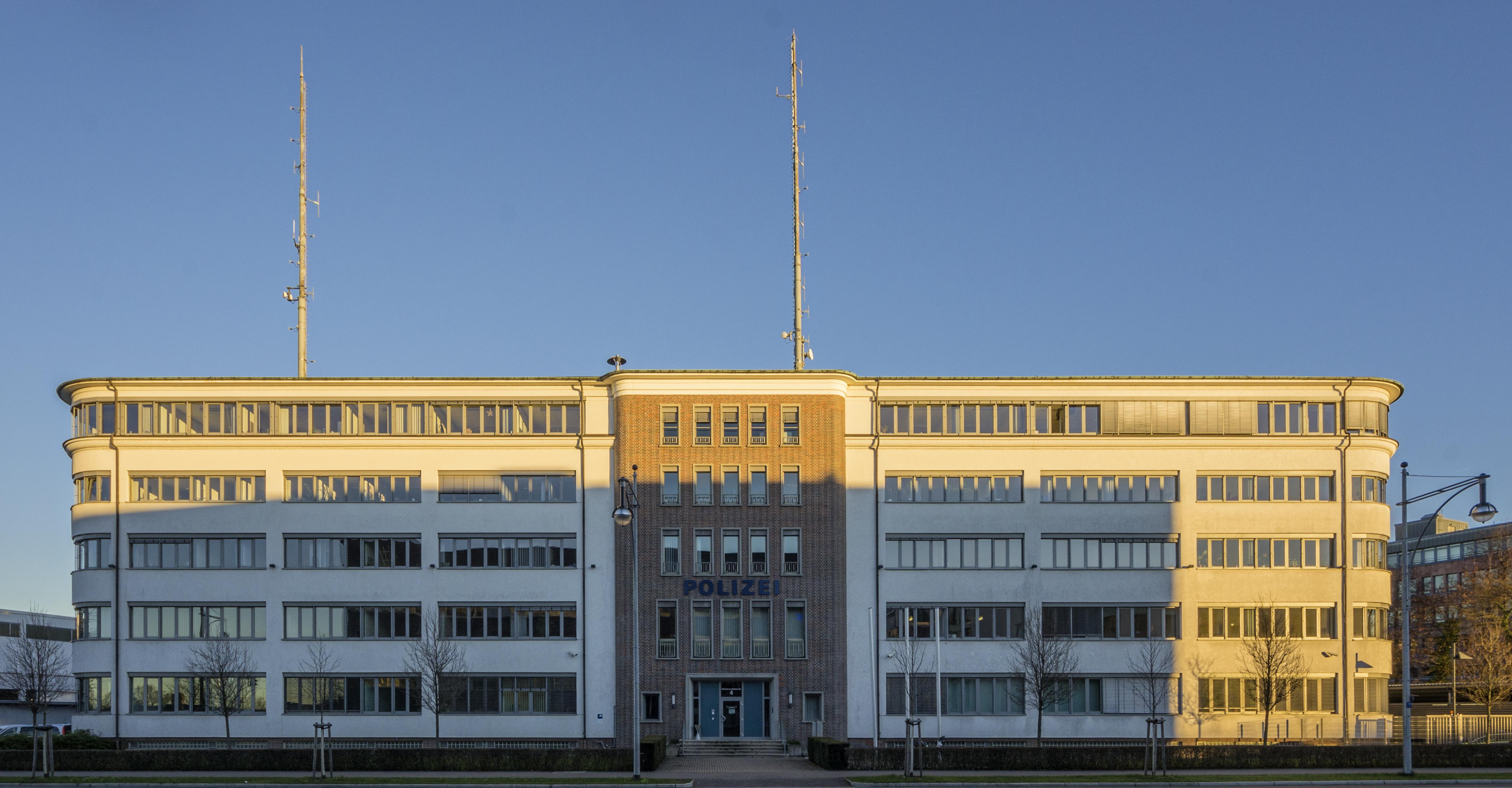
Die Kriminalpolizeidirektion in Freiburg

Das am 1. Januar 2014 eingerichtete Polizeipräsidium Freiburg mit Sitz in Freiburg im Breisgau ist das für den Stadtkreis Freiburg sowie die Landkreise Breisgau-Hochschwarzwald, Emmendingen, Lörrach und Waldshut zuständige Polizeipräsidium der Polizei Baden-Württemberg. Die Vorgängerorganisationen waren die vier Polizeidirektionen Emmendingen, Freiburg, Lörrach und Waldshut-Tiengen.

## Organisation
Der Zuständigkeitsbereich umfasst eine Fläche von 4.149 km² mit 1.022.000 Einwohnern. Die Behörde wird seit dem 1. April 2019 von Polizeipräsident Franz Semling geleitet.
Das Polizeipräsidium Freiburg gliedert sich, wie alle Polizeipräsidien in Baden-Württemberg, in die Direktionen Polizeireviere, Kriminalpolizeidirektion und Verkehrspolizeidirektion. Der Leitungsbereich besteht aus dem Polizeipräsidenten, den Stabsstellen Öffentlichkeitsarbeit, Strategisches Controlling und Qualitätsmanagement sowie dem Führungs- und Einsatzstab, dem Referat Kriminalprävention und der Verwaltung. Das Polizeipräsidium Freiburg hat eine Personalstärke von 2300 Mitarbeitern.

### Direktion Polizeireviere
Der Direktion Polizeireviere am Standort des Polizeipräsidiums Freiburg sind 13 Polizeireviere (PRev) und den Revieren sind 37 Polizeiposten (Pp) nachgeordnet. Im Einzelnen sind dies:
- Polizeirevier Bad Säckingen⊙ mit den vier Polizeiposten Görwihl, Laufenburg (Baden), Sankt Blasien und Wehr
- Polizeirevier Breisach⊙ mit den zwei Polizeiposten Bötzingen und March
- Polizeirevier Emmendingen⊙ mit den zwei Polizeiposten Endingen und Kenzingen
- Polizeirevier Freiburg-Nord ⊙ mit den fünf Polizeiposten Freiburg-Herdern, Freiburg-Stühlinger, Freiburg-Weststadt, Freiburg-Zähringen und Gundelfingen
- Polizeirevier Freiburg-Süd⊙ mit den sieben Polizeiposten Ehrenkirchen, Freiburg-Haslach, Freiburg-Littenweiler, Freiburg-Rieselfeld, Freiburg-St. Georgen, Freiburg-Weingarten und Kirchzarten
- Polizeirevier Lörrach⊙ mit dem Polizeiposten Steinen
- Polizeirevier Müllheim⊙ mit den vier Polizeiposten Bad Krozingen, Heitersheim, Neuenburg und Staufen
- Polizeirevier Rheinfelden⊙ mit dem Polizeiposten Grenzach-Wyhlen
- Polizeirevier Schopfheim⊙ mit dem Polizeiposten Oberes Wiesental
- Polizeirevier Titisee-Neustadt⊙ mit den drei Polizeiposten Hinterzarten, Lenzkirch und Löffingen
- Polizeirevier Waldkirch⊙ mit den zwei Polizeiposten Denzlingen und Elzach
- Polizeirevier Waldshut-Tiengen⊙ mit den vier Polizeiposten Bonndorf im Schwarzwald, Jestetten, Tiengen und Wutöschingen
- Polizeirevier Weil am Rhein⊙ mit dem Polizeiposten Markgräflerland

Weiterhin nachgeordnet sind die Führungsgruppe, die Polizeihundeführerstaffel und die Einheit Gewerbe und Umwelt.

### Kriminalpolizeidirektion
Die Kriminalpolizeidirektion (KPDir) des Polizeipräsidiums Freiburg befindet sich in Freiburg im Breisgau. Drei Kriminalkommissariate (KK) befinden sich in Emmendingen, Lörrach und Waldshut-Tiengen. Am Sitz der Kriminalpolizeidirektion sind acht verrichtungsorientierte Kriminalinspektionen (K) eingerichtet:
- Kriminalinspektion 1 – Kapitaldelikte, Sexualdelikte, Amtsdelikte
- Kriminalinspektion 2 – Raub, Eigentums- und jugendspezifische Kriminalität, Zentrale Integrierte Auswertung
- Kriminalinspektion 3 – Wirtschaftskriminalität, Korruption, Umweltdelikte
- Kriminalinspektion 4 – Organisierte Kriminalität und Rauschgiftkriminalität
- Kriminalinspektion 5 – Cybercrime und Digitale Spuren
- Kriminalinspektion 6 – Staatsschutz
- Kriminalinspektion 7 – Einsatz- und Ermittlungsunterstützung, Kriminaldauerdienst, Datenstation
- Kriminalinspektion 8 – Kriminaltechnik

### Verkehrspolizeidirektion
Die Verkehrspolizeidirektion hat ihren Sitz in Freiburg im Breisgau. Ihr nachgeordnet sind:
- Führungsgruppe
- Autobahnfahndung
- Ermittlungsdienst
- Streifendienst Bundesautobahn
- Verkehrsunfallaufnahme
- Verkehrskommissariat Waldshut-Tiengen
- Verkehrskommissariat Weil am Rhein
- Verkehrsüberwachung – Video- und Messtechnik und gewerblicher Güter- und Personenverkehr (gGuP)